# 日清食品
日清食品株式会社（にっしんしょくひん、英: NISSIN FOOD PRODUCTS CO., LTD.）は、東京都新宿区と大阪府大阪市淀川区に本社（登記上の本店は大阪市淀川区）を置くインスタントラーメンを中心とした食品加工会社。日清食品ホールディングス（持株会社）の子会社である。

## 概説
1948年9月4日に「中交総社」として設立され、1958年「日清食品」として引き継がれた。創業者の安藤百福によって、大阪府池田市の自宅の小屋でインスタントラーメンの草分けのひとつである「チキンラーメン」が開発された。
「日々清らかに豊かな味をつくる」という創業者である安藤百福の言葉が社名の由来となっている。尚、「日清」と名乗る企業のうち日清製粉グループ、日清オイリオグループ、日清医療食品、日清紡ホールディングスとは設立経緯・資本・人材含め無関係である。ただし、日清製粉・日清オイリオとは原材料の調達における取引関係はある。
2008年10月1日に持株会社体制に移行し、（初代）日清食品株式会社は日清食品ホールディングス株式会社に商号変更した。現在の日清食品株式会社は同社傘下のドライ商品事業会社として、持株会社化と共に会社分割方式で設立された。

## 企業理念・創業者精神
- 食足世平（しょくそくせへい） - 「食が足りてこそ世の中が平和になる」
- 食創為世（しょくそういせい）- 「世の中のために食を創造する」
- 美健賢食（びけんけんしょく） - 「美しく健康な身体は賢い食生活から」
- 食為聖職（しょくいせいしょく） - 「食の仕事は聖職である」

## 沿革

### 初代
- 1948年（昭和23年）9月4日 - 大阪府泉大津市に「株式会社中交総社」設立。
- 1949年（昭和24年）9月 - 「サンシー殖産株式会社」に商号変更し、本社を大阪府大阪市北区に移転。
- 1958年（昭和33年）
  - 8月25日 - インスタントラーメン「チキンラーメン」発売
  - 12月1日 - （初代）「日清食品株式会社」に商号変更。本社を大阪市東区（現・中央区）に移転。
- 1959年（昭和34年）12月 - 高槻工場（大阪府高槻市、現在は閉鎖、跡地は住宅地）稼働開始。初代ロゴマーク制定（略称「NSS」を2本の下線と円で囲ったもの）。同時に本社を移転。
- 1962年（昭和37年）11月 - 一社提供によるテレビ番組「地上最大のクイズ」（フジテレビ系）放送開始（ - 1965年5月）
- 1963年（昭和38年）
  - 7月2日 - 袋入り焼そば「日清焼そば」発売
  - 10月 - 東京・大阪証券取引所第2部に上場。
- 1964年（昭和39年） - チキンラーメンの類似品が出回る事件が発生。また、品質劣化した類似品での食中毒も発生、この頃よりチキンラーメンの製造年月日記入に踏み切る。
- 1965年（昭和40年）
  - 7月27日 - 一社提供によるテレビ番組「ちびっこのどじまん」（フジテレビ系）放送開始（ - 1969年9月29日）
  - 10月 - 横浜工場（神奈川県横浜市、現在は閉鎖）の稼働開始。
- 1968年（昭和43年）2月12日 - 袋入りラーメン「出前一丁」を発売。
- 1969年（昭和44年）7月3日 - 一社提供によるテレビ番組「ヤングおー!おー!」（毎日放送系）放送開始（ - 1982年（昭和57年）9月19日）
- 1970年（昭和45年）10月 - 一社提供によるテレビ番組「日清世界クイズ」（日本テレビ系）放送（ - 1971年3月）
- 1971年（昭和46年）
  - 9月1日 - 2代目ロゴマーク制定（赤と青の円に「N」を基調としたロゴ）。
  - 9月18日 - 「カップヌードル」を発売。
  - 10月 - 関東工場（茨城県北相馬郡藤代町〈現・取手市〉）の稼働開始。
- 1972年（昭和47年）8月 - 東京・大阪・名古屋各証券取引所第1部に指定替え。
- 1973年（昭和48年）
  - 6月4日 - 本社を大阪市北区に移転。
  - 9月28日 - 大阪・高槻工場を移転する形で、滋賀工場の稼動開始。
- 1975年（昭和50年）
  - 10月7日 - 下関工場の稼動開始。
  - 10月22日 - カップライスを発売。
- 1976年（昭和51年）
  - 5月21日 - 焼きそば「U.F.O.」を発売。
  - 8月9日 - うどん・そば「どん兵衛」を発売。
- 1977年（昭和52年）4月 - 本社を現在地の大阪市淀川区に移転。
- 1978年（昭和53年）10月 - 本社協力工場として「札幌日清株式会社（現・札幌日清食品株式会社）」を開設。
- 1981年（昭和56年） - 創業者・安藤百福が会長に就任。また後任の社長には長男・宏寿が就任。
- 1983年（昭和58年）
  - 7月29日 - チキンラーメン発売25周年記念として3代目ロゴマークを制定（赤い半円に「nISSIn」と入れたもの。同年8月25日使用開始）。このロゴマークは「リップマーク」と呼ばれ、人の食べている口や、食器の丼をイメージしたことに加え、地球の半分に見立て、「『食』が生命・地球を支える」を表現したものでもある[注 1]。
  - 8月25日 - 安藤百福が私財を投じて「日清スポーツ振興財団」（通称安藤財団）を設立。宏寿社長が創業者との経営方針の違いから退任。会長兼社長の体制を採る。
  - 日清食品と安藤百福の私財を投じて協同で「安藤スポーツ・食文化振興財団」（通称・安藤百福財団、安藤財団）を設立。
- 1985年（昭和60年）6月 - 安藤百福の次男・宏基が代表取締役社長に就任（現・日清食品ホールディングス代表取締役社長）。
- 1988年（昭和63年）3月 - 東京支社を「東京本社」に改称。東京本社ビル完成。地下1・2階に直営ライブハウス「日清パワーステーション」オープン。
- 1989年（昭和64年） - 香港永南食品（Winner Food Products）の買収。
- 1990年（平成2年）
  - 7月 - 乳酸飲料会社のヨーク本社（現・日清ヨーク）に資本参加。
  - ブランドマネージャー制を導入。
- 1991年（平成3年）
  - 2月 - コーンフレークのシスコーンで知られる菓子会社のシスコ（現・日清シスコ）に資本参加。
  - 2月19日 - 中堅医家向医薬品メーカーのメクトと、その販社である日本メクトを買収。
- 1992年（平成4年）9月 - 生タイプラーメン「ラ王」発売
- 1993年（平成5年）
  - 6月 - カップヌードルのTVCM「hungry?」シリーズがカンヌ国際広告映画祭でグランプリを受賞。
  - 8月 - カップうどん「ごんぶと」発売
- 1995年（平成7年）2月1日 - 陸上競技部創設。
  - カップスパゲティ「Spa王」発売。
  - 11月 - カップヌードルの国内販売累計100億食を達成。
- 1996年（平成8年）10月 - 静岡工場の稼動開始。
- 1997年（平成9年）
  - 6月 - 安藤宏基社長、カンヌ国際広告映画祭でアドバタイザー・オブ・ザ・イヤー受賞。
  - 11月 - 「サイリウムシリーズ」が厚生省から特定保健用食品の認可を取得。
- 1998年（平成10年）
  - 4月21日 - 日清食品公式サイトを公開。
  - 6月30日 - 日清パワーステーション閉館。最終公演は「THE MUSIC NEVER STOPPED NISSIN POWER STATION LAST DAYS」（6月28・29・30日）。
  - 10月 - メクトを解散。
- 1999年（平成11年）11月 - 大阪府池田市に「インスタントラーメン発明記念館」（現・安藤百福発明記念館 大阪池田）開館。
- 2000年（平成12年）
  - 4月 - インターネットショッピングサイト「日清e-めんShop」開設
  - 9月 - 本社直轄4工場（関東・静岡・滋賀・下関）がISO14001の認証を取得。
- 2001年（平成13年）3月 - 「2002 FIFAワールドカップ」オフィシャルサプライヤーとして参画する。
- 2002年（平成14年）10月 - 「日清具多」発売。
- 2003年（平成15年）
  - 4月 - ロゴマークのアルファベット綴りが「nISSIn」（小文字形体）から「NISSIN」（大文字形体）に小変更。
  - 8月 - カップヌードルの全世界販売累計200億食を達成。
- 2004年（平成16年）3月 - チキンラーメン発売45周年目にして590万ケース（1ケース30食入）の年間売上記録を更新。
- 2005年（平成17年）7月 - 世界初の宇宙食ラーメン「SPACE RAM」がスペースシャトル「ディスカバリー」に搭載され宇宙へ飛び立つ。
- 2006年（平成18年）11月 - 明星食品と合弁会社を設立、事実上の経営統合。12月15日、友好的TOB成功で日清食品の明星食品株式の所有割合が86.32%（議決権割合は90.43%）になり、明星が子会社へ。12月21日将来的には株式交換により完全子会社化することを決定。
- 2007年（平成19年）
  - 1月5日 - 安藤百福創業者会長が逝去、享年96。
  - 3月 - 株式交換により明星食品を完全子会社化。「カップヌードルリフィル」発売。
  - 6月26日 - 2代社長・安藤宏寿が逝去、享年76。
- 2008年（平成20年）
  - 2月6日 - 前年11月22日に合意していた日本たばこ産業（JT）保有の加ト吉（現・テーブルマーク）株式49%譲受と、冷凍食品事業の加ト吉への統合を撤回すると発表[注 2]。
  - 3月 - 本社機能を東京に集約、同時に登記上の本店については、今後検討する（今後も入社式や株主総会等、重要行事は「発祥の地」大阪で行う）と発表。
  - 4月 - カップヌードルの容器を発泡スチロールから「ECOカップ」（紙製）に変更。しかしその後、におい移り問題が明らかになったことで、材質・構造を変更の上、改良型に置き換えられる。
  - 7月 - 本社機能を東京本社に移転。ただし、近畿圏営業統括部門等、一部機能が大阪に残る。
  - 8月25日 - チキンラーメン発売50周年。

### 2代目
- 2008年（平成20年）
  - 10月1日 - 持株会社体制へ移行し、商号を「日清食品ホールディングス株式会社」（本社・東京、登記上本店・大阪）に変更、即席麺事業を（2代目）「日清食品株式会社」、チルド食品事業を「日清食品チルド株式会社」、冷凍食品事業を「日清食品冷凍株式会社」、業務サポート部門を「日清食品ビジネスサポート株式会社」にそれぞれ新設・承継。これにより、前述の本社機能集約とあわせ、経営中枢機能が創業地の大阪から東京へ移行した。
- 2010年（平成22年）
  - 3月1日 - 創業者・安藤百福の生誕100周年を記念して、チキンラーメン、カップヌードルの記念パッケージの特別価格限定発売（1千万食を発売当時の価格で）、および、カップ麺「百福長寿麺」を特別限定発売。
  - 3月〜5月 - 東京都江東区豊洲のアーバンドック ららぽーと豊洲と大阪府池田市のインスタントラーメン発明記念館（現・安藤百福発明記念館 大阪池田）にて記念イベントを開催。
  - 8月2日 - 旧「ラ王」生産終了。4日前の7月30日に「追湯式典」実施。
  - 8月16日 - 「カップヌードルごはん」近畿地方限定発売。
  - 9月6日 - 新「ラ王」発売[2]。
  - 10月18日 - 「どん兵衛」リニューアル発売[3]。
- 2011年（平成23年）
  - 3月11日 - 東北地方太平洋沖地震（東日本大震災）が発生。関東工場及び茨城営業所の設備の一部に被害[4]。
  - 4月26日〜6月30日 - カップヌードル発売40周年を記念して「歴代カップヌードル復活総選挙」を実施。
  - 9月17日 - 横浜市みなとみらい地区に「安藤百福発明記念館」（カップヌードルミュージアム）開館。デザインプロデュースは佐藤可士和が手掛ける。また同ミュージアム開館及びカップヌードル発売開始40周年を記念し、5大全国紙の夕刊広告欄を全て買い取って特集。
  - 12月17日 - 漫才コンテスト「日清食品 THE MANZAI 2011」（吉本興業主催、フジテレビ系）に冠協賛（2014年まで）。以後毎年12月開催。
- 2012年（平成24年）8月27日 - 「ラ王」に袋めんタイプ（ノンフライ麺）が追加。関東・甲信越・静岡地区にて先行発売。
- 2012年（平成24年）10月19日 - 香港福字麵の買収。
- 2013年（平成25年）11月 - この月出荷からのチキンラーメン、出前一丁、日清焼そばなどの袋麺の包装がアルミ蒸着フィルムに切り替わる。
- 2014年（平成26年）4月7日 - 電子レンジ商品「カレーメシ」発売（2016年8月より、湯かけ調理商品にリニューアルされた）。
- 2016年（平成28年）10月 - レオナルド・ディカプリオ主演のドキュメンタリー映画「地球が壊れる前に」にて、森林伐採によってCO2を調整する木々を焼き払い、生態系を壊す環境負荷の高い（悪名高い）企業の代表として紹介された。
- 2017年（平成29年）
  - 9月15日 - 大阪府池田市の「インスタントラーメン発明記念館」の名称を「安藤百福発明記念館 大阪池田」（カップヌードルミュージアム 大阪池田）に改称。同時に横浜市の「安藤百福発明記念館」（カップヌードルミュージアム）の名称も「安藤百福発明記念館 横浜」（カップヌードルミュージアム 横浜）としている[5]。
  - 10月23日 - 麺を啜る音のカムフラージュ機能を持つフォーク「音彦」の予約受付を開始（同年12月15日までに申し込みが5000件に達した場合のみ販売）。「PRODUCT X (ペケ)」第一弾と位置付けている[6]。
- 2018年（平成30年）
  - 8月25日 - チキンラーメン発売60周年。
  - 10月1日 - 創業者・安藤百福と妻・仁子をモデルとした主人公・立花萬平と妻・福子の半生を描くNHK連続テレビ小説『まんぷく』が放送開始。日清食品がモデルの「まんぷく食品」が製造する「まんぷくラーメン」と「まんぷくヌードル」が登場した。
- 2023年（令和5年）11月30日 - ライオン株式会社から機能性表示食品事業の一部を吸収分割により譲受[7]。これにより、「腸まで届けるナイスリムエッセンス ラクトフェリン」シリーズ3品目と「ナイスリムサポート エラグ酸のチカラ」を当社ECサイトの「日清グループ オンラインストア」にて取り扱いを開始（一定期間はライオン株式会社が製造した「LION ウェルネスダイレクト」仕様のままで販売される）。
- 2026年（令和8年） -  茨城県の圏央道インターパークつくばみらい内に国内最大規模の工場が稼働[8]（予定）。

### 社史・記念誌
日清食品では以下の4冊を発行している。
- 日清食品社史（日清食品株式会社社史編纂室・編）1992年5月発行、405ページ。
- 日清食品・創立40周年記念誌：Essancials of NISSIN（日清食品・編）1998年8月発行、200ページ。
- 日清食品50年史（日清食品株式会社社史編纂プロジェクト編）2008年8月発行、91・231ページ・DVD-ROM（1枚 12 cm）。
- 日清食品六十年史 SAMURAI NOODLES（日清食品ホールディングス・編）2018年8月発行、1冊（ページ付なし）。

## 事業所・工場
営業拠点については日清食品HPの会社情報を参照。

### 生産工場

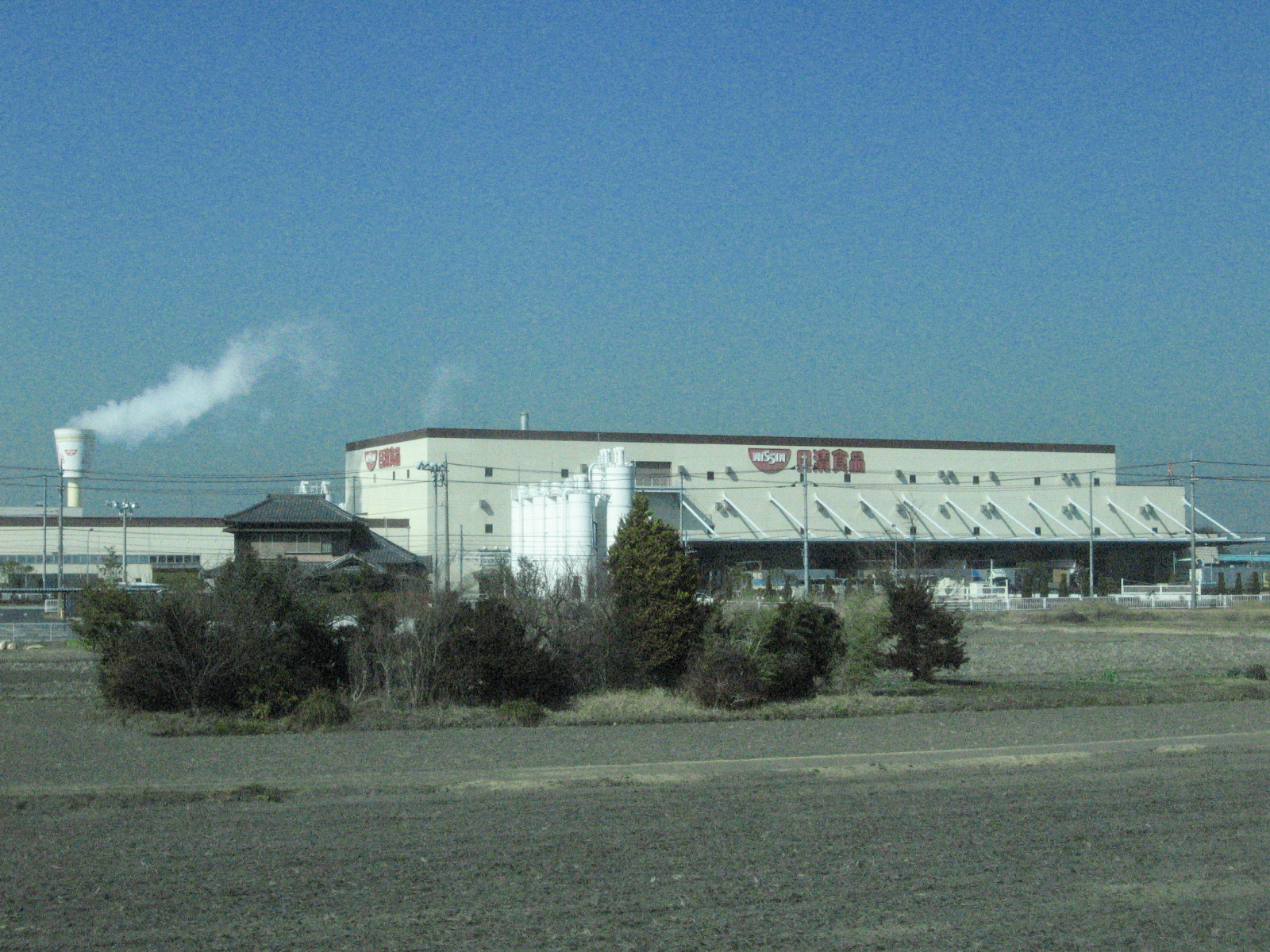
関東工場（茨城県取手市）

| 業態          | 工場名                                           | 記号 | 所在地                     |
| ------------- | ------------------------------------------------ | ---- | -------------------------- |
| 自社工場      | 関東工場                                         | A    | 茨城県取手市清水667        |
| 自社工場      | 静岡工場                                         | F    | 静岡県焼津市相川17-2       |
| 自社工場      | 滋賀工場 安藤記念館                              | O    | 滋賀県栗東市下鈎140-1      |
| 自社工場      | 関西工場                                         | S    | 滋賀県栗東市下鈎21-1       |
| 自社工場      | 下関工場                                         | B    | 山口県下関市小月小島1-1-12 |
| グループ 工場 | 札幌日清食品株式会社                             | D    | 北海道千歳市上長都1042     |
| グループ 工場 | 札幌日清株式会社                                 | T    | 北海道千歳市上長都1042     |
| グループ 工場 | 東日本明星株式会社 埼玉工場 （明星食品グループ） | R    | 埼玉県比企郡嵐山町川島2360 |
| グループ 工場 | 東日本明星株式会社 神戸工場                      | H    | 神戸市東灘区深江浜町34-2   |
| グループ 工場 | 西日本明星株式会社 神戸工場                      | W    | 神戸市東灘区深江浜町34-2   |
| 協力工場      | ラミーパスタ工業株式会社                         | P    | 群馬県渋川市中村1166       |
| 協力工場      | 鳥取缶詰株式会社                                 | V    | 鳥取県境港市渡町1460       |
| 協力工場      | 株式会社クレバー                                 | CL   | 大阪府八尾市竹渕2-95       |

### 関連会社
- 札幌日清食品株式会社（北海道千歳市、即席袋めん・カップめんの製造販売 ）
- 日清化成株式会社（滋賀県栗東市、容器の製造販売）※本社滋賀工場に併設
- 日清エンタープライズ株式会社（大阪府摂津市、運送業・倉庫業）
- 日清エフ・ディ食品株式会社（岡山県瀬戸内市、乾燥食品の製造販売）
- 味日本株式会社（広島市南区、スープの製造販売）
- 香川日清食品株式会社（香川県三豊市、カップめん具材の製造販売）
- 明星食品株式会社（東京都渋谷区、カップめんの製造販売）

## 主な商品

### 現行商品
現在

#### 袋入りめん
- チキンラーメン
- 出前一丁
- 日清焼そば
- 日清のラーメン屋さん
- 日清ラ王 - 2012年8月27日より関東・甲信越・静岡地区にて先行発売。味の種類は、醤油、塩、味噌、豚骨、担々麺、冷やし中華醤油だれ、冷やし中華ごまだれ、つけ麺（濃厚魚介ソース）が存在する。2024年3月の全面改良に伴い、原材料の高騰などの影響により5食パック入りから3食パック入りに変更となった。
- MUGシリーズ
- 日清のどん兵衛（袋麺版） - 2012年2月より販売開始。
- 日清これ絶対うまいやつ♪ プレミアム - 3食パック入り。発売当初の商品名は「日清これ絶対うまいやつ!」だったが、2024年10月の全面改良に伴い、現在の商品名となった。
- お椀で食べるシリーズ - カップヌードル、カップヌードルシーフード、カップヌードル味噌、カップヌードル辛麺、どん兵衛ゆず仕立てうどん、どん兵衛カレーうどん、チキンラーメンがラインナップされている。いずれも3食パック。また、東京地区の土産物店とカップヌードルミュージアム横浜限定で、4食パック入りの『お椀で食べるご当地カップヌードル 東京土産もんじゃ』が販売されている。

#### カップめん
- カップヌードル
  - カップヌードルしょう油
  - シーフードヌードル
  - カップヌードル カレー
  - カップヌードル 味噌
  - あっさりおいしいカップヌードル - カップヌードルの廉価版。旧商品名は「あっさり少なめカップヌードル」←「スープヌードル」。
  - おだしがおいしいカップヌードル - 65歳以上のシニア層をターゲットとした上記のあっさりおいしいカップヌードルの横展開商品にして縦型和風カップ麺（うどん・そば）。
- 野菜スープヌードル
- スポーツヌードル - カップヌードルの派生商品。スポーツ用品店及びスポーツクラブ等で販売。
- チキンラーメンどんぶり
- 出前一丁どんぶり
- 日清麺職人
- 日清のどん兵衛
- 日清のごんぶと
- 日清のこうどん
- 日清中華
- 日清具多
- 日清ラ王 - 5種類の味が有る。
- 日清Spa王 - 2011年8月に一時的にノンフライ麺に変更したが2012年9月より再び生タイプL.L麺に回帰している。生タイプL.L麺回帰後は希望小売価格も引き下げられた（190円 → 170円）。カップ麺には、たらこ、ナポリタン、ペペロンチーノがあった。
- 日清デカ王
- 日清焼そばU.F.O. - ソース、塩カルビ、明太子マヨネーズ、チーズカレービッグの4種類を全国展開。
- 日清焼うどん あっさりしょうゆ味 - 過去に販売していた「どん兵衛 焼うどん」の事実上の後継商品。2010年1月12日発売。
- 日清の江戸そば・日清の京うどん
- 日清のとんがらし麺
- 日清 行列のできる店のラーメン
- 日清御膳
- 日清の北海道
- 日清の大盛屋
- 日清の温そうめん
- 日清 太麺堂々
- 贅の逸品
- 日清 THE NOODLE TOKYO Due Italian 特製らぁ麺フロマージュ
- 日清ミニーズ - ミニカップ5種類からのパック商品。東日本向けと西日本向けがある。
- まねきのえきそば（近畿限定）

#### スープ
- 日清SOUPワンタン
- 日清の春雨スープ
- 日清おぼろどうふスープ
- からだぽかぽかシリーズ
- スパイスキッチン
- アンドスシリーズ
- おいしい北海道シリーズ
- おとうふ膳シリーズ
- 純豆腐シリーズ

#### レンジ調理商品
レンジ商品のブランド名は日清Chin（ニッチン）。
- 日清GoFan（ライス）
- ニッチン食堂
- Cucina della Nissin（パスタの世界統一ブランド。日本語で『日清の台所』の意）
  - 日清PASTA EXPRESS
- カップヌードルごはん
- 日清のどん兵衛 釜めし
- 日清焼そばU.F.O. そばめし

#### その他の現行商品
- カップメシ
  - カレーメシ（湯かけ調理商品。2016年8月にリニューアルされるまでは、レンジ調理商品だった）
  - オシャーメシ（湯かけ調理商品）
- トリプルバリア - 栄養補助食品
- カミングダイエット - ダイエット食品。通信販売限定
- スカルプリッチプロフェッショナル - 世界初の乳酸菌を使用した育毛剤[9]。

#### 共通（現行商品）
- サイリウムシリーズ（ヌードル、コーンフレーク、ドリンク、ファイバーゼリー）

#### 補足（現行商品）
「ごんぶと」「どん兵衛」などの一部商品では、「東日本向け」「西日本向け」などの地方向けバージョンが存在し、パッケージやふたに「W」「E」など判別用の記載があり、見分けることが可能。どん兵衛のバージョンについては「どん兵衛#つゆや具材の相違点」を参照。

### 過去に発売された商品

#### 袋入りめん
ラーメン系
- 日清ラーメン（チキンラーメンに次いで日本で2番目に発売したラーメン）
- 日清冷めん
- 日清ワンタンメン[10]
- 日清生中華 - 日清初のノンフライ麺だが、麺のゆで汁をスープに使用せず、あらかじめ別にスープを作る方式（生ラーメンと同じ）だった。売りは「味トリオ」で、粉末スープ「味ベース」、液体スープ「味エキス」、香味油「味オイル」の3種類スープが付属。
- 日清ラーメン家族
- 日清ドラえもんラーメン - アニメ『ドラえもん』開始に伴い、当初はカップ麺（後述）を発売したが、後に袋麺として発売。ドラえもんを模した蒲鉾が入っていた。
- 日清冷し中華
- 塩味一丁
- みそ味一丁
- 出前一丁みそラーメン
- 出前一丁うめしおラーメン
- ふとめん味助 - CMは西田敏行。
- めんくらべ - インスタントラーメンで初めて小麦胚芽を原料に用いた商品で麺の断面が二重構造になっている。二重構造の製法は後の「麺の達人」シリーズに受け継がれた。CMはピンクレディー→松崎しげる→星セント・ルイス。
- くおーか（九州とんこつラーメン）
- めんぐるめ - グルメなラーメンとして登場。紳助・竜介が水・ぬるま湯・お湯それぞれを使った、洗濯洗剤のCMのパロディーCMが話題となった。
- 日清飯店 棒々鶏 / 豆瓣醤 / 蠔油湯 - 渡辺篤史と加賀まりこが共演した「今何時？バンバンジー!!「今度は私の当番ジャン!!」「何言うたん？ハオユータン!!」のギャグCMで知られる。「ボーボー鳥時計」プレゼントキャンペーンも行われた。3品とも名前の後ろに小さく”風味”と書かれていた。
- 麺皇（メンファン） - 当時、ハウス食品の『楊夫人（マダムヤン）』などとともに、来客用の高級ラーメンとして登場したが、明星食品の『中華三昧』に敗退し終売。CMには中村敦夫を起用、キャッチコピーは「中国でもない、日本でもない、人類は麺類だ」。
- 日清御膳 ほんうどん（太地喜和子がCMに出演）
- はかたんもんらーめん - 鮎川誠がCMに出演。正式な名称は『はかたんもんな おうどうもん あおたけわって へこにかく ばってん らーめん』。ハウス食品の『うまかっちゃん』やサンヨー食品（サッポロ一番）の『よかとん』に対抗する形の商品だった。
- あじろべえ - 醤油とんこつ味のラーメン
- お茶漬けラーメン
- さふらわあ
- したっけらーめん（はかたんもんらーめんの北海道バージョン） - 味噌バター味のみ。
- 中華コンソメラーメン うししのし（ビーフコンソメ味） / とりりのり（チキンコンソメ味）月亭八方がCMに出演。
- 九州熱湯ラーメン お湯かけて - とんこつ味。いわゆるチキンラーメンのスープを別にしたような製品。中途半端な存在と受け取られたためか、定着しなかった。
- 桃金ラーメン - 『袋のラ王』の前身商品。当時のテレビCMに佐竹雅昭が金太郎、川合千春が桃太郎に扮して登場。
- こってりんこ - ROLLY、嘉門達夫、牧伸二がCM出演。
- チキン菜麺 - チキンラーメンの姉妹品。
- 日清健多郎 - 速水もこみちがCM出演。
- 日清 麺の達人 - 『日清ラ王（袋麺版）』の発売に伴い、2012年8月を以って販売終了。
- 焼チキン
- 日清中華そば らうめん -ノンフライ麺の中華そば。平成期には荒井注がCM出演。
- 日清 行列のできる店のラーメン
- つけ麺の達人

うどん・そば系
- 千金蕎麦（1960年） - チキンラーメンの派生商品。
- 日清 田舎そば
- 日清すきそば - 同社の単独提供番組であった「日清ちびっこのどじまん」の司会を務めた大村崑がCM出演。CMソングはキダ・タローが作曲。
- そば喜利 - 三遊亭小圓遊と桂歌丸がCM出演。

その他
- スパゲニー - 1964年発売の袋入りスパゲティ。現在の「Spa王」の祖にあたる。
- 家族の焼そば - 1994年放送のCMでは、神田正輝・松田聖子夫妻が出演したが、1997年1月に夫妻は離婚した。

など

#### カップめん
- おかしメン - 初の子供向け商品。松田食品（現・おやつカンパニー）の『ベビースターカップラーメン』に対抗する形で発売された。ドラえもんや怪物くん、アラレちゃんなどのキャラクターが使用された。バナナチップ入り。
- めん八珍 / みそ八珍 / コーン八珍 - 「みそ八珍」は当時、カップ麺史上初の液体（生）味噌スープを使用していた。「めん八珍」CMは初期は小松政夫を起用、小松が「めんパッチン」と間違えるたびに隣の女に顔を平手打ちされる悲惨ぶり。後期は水島新司に代わり、水島作『野球狂の詩』の水原勇気と共演。
- めんコク / めんコクわかめ / めんコクねぎ肉 - とんこつベース。わかめは、男『わかめーッ!!』女『めんコクーッ!!!』と叫ぶCMが話題となった。
- タコヤキラーメン / トキタマラーメン - ダンプ松本の「マジだぜ!!」CMで一躍有名に。しかし両者とも半年足らずで販売中止。
- 日清カレーうどん / 日清天そば
- 日清ラーメン肉じゃがじゃが / 日清ラーメン肉ごぼごぼう
- お茶漬けヌードル - 木内晶子がサーカスの空中ブランコをしながらCMに登場。ちなみにこのCMには『カナダからの手紙』（オリジナル歌手・平尾昌晃&畑中葉子）の替え歌が使用されていた。
- 日清イタリアンヤキソバ
- 日清シーフード焼そば 大盛り - シーフードヌードルの派生商品として発売。
- 日清の本生うどん
- 日清の本生焼うどん
- 中華食堂 - 特に「麻婆めん」発売時は、クイズ解答者の老婦人（原ひさ子）が不正解で消されるシュールなCMで有名となった。
- 日清飯店
- 日清の白とんこつ / 日清の黒とんこつ / 日清の赤とんこつ / 日清の黄とんこつ
- 日清焼豚屋
- eヌードル - 電子レンジ調理用に開発されたが、高価だったためヒットしなかった。
- こってりんこ。
- うどんの乱 / そばの乱
- がんそば - 生タイプのカップ入り天ぷらそばで『ごんぶと』の蕎麦版にあたる。のちに『そば喜利(カップ麺)』に改名するが短命に終わった。
- JAPON - イタリア風縦型カップうどん。
- 日清名店仕込み
- 日清庵
- 日清中華
- ラー坊
- 龍麺
- 強麺（ごうめん）- アンディ・フグが「ゴーメンなさいよ」と叫ぶCMが話題となった。
- 新強麺（しんごうめん）
- 武骨麺
- 虎吉
- 上湯麺
- めちゃんこラーメン（1995年、ちゃんこ鍋入りラーメン） - アルシンド(当時鹿島アントラーズ)が関取スタイルで「めちゃんこうまいね〜！」と叫ぶCMが流行した。
- 日清極盛（ごくもり）（1997年） - 当初は超大盛サイズのカップ焼そばのみの販売だったが、のちに大盛サイズのカップラーメンも発売。しかし競合商品にあたるエースコックの「スーパーカップシリーズ」、ならびにマルちゃんの「でかまるシリーズ」に打ち勝つことができず、2年あまりで販売終了となったものの、特に同シリーズのカップ焼そばは後年に登場する「日清デカ王 超大盛2.0 ソース焼そば」に生かされた形となった。
- 日清の焼ラーメン
- 仮面の忍者赤影ラーメン
- 日清エスニックヌードル
- 日清健多郎
- 日清小麦麺職人（今日の「日清麺職人」の源流にあたるノンフライカップ麺）
- 日清 スープの達人
- スーパーボイル
- 上海焼そば
- 日清焼きそばイタリアンU.F.O. - 2006年1月10日発売。
- 日清 麺の達人 - ラ王のノンフライカップ麺化に伴い、袋麺版の麺の達人より一足先に販売終了となった。
- 日清 贅沢麺達
- 江戸そば / 京うどん
- エージャン
- なみえ焼きそば - 東北復興支援商品。福島県双葉郡浪江町のご当地グルメ「なみえ焼そば」を商品化。売り上げの一部は浪江焼麺太国のまちおこし活動の支援に使われた。2011年10月発売。
- 初恋タッチ
- ビッグチャイナ - 「とんこつラーメン」「チャーシューメン」「八宝菜麺」「シーフードわんたん麺」の4種類。CMにはジャッキー・チェンが出演した。演舞編と忍者編が存在する。チャーシューメンを食べるときに「叉焼兩个！」（チャーシュー二枚！）と言っている。
- 北の焼きとうもろこし味噌バターラーメン
- 北の皮ジャガベーコン塩とんバターラーメン
- 日清Spa王きのことベーコンしょうゆ系
- 日清Spa王和風サーモン
- 日清Spa王カルボナーラ
- 日清Spa王バジリコ風
- 日清Spa王ペペロンチーノ
- 日清Spa王ボンゴレバジリコ
- 日清Spa王ツナマヨネーズ
- 日清Spa王サルサナポリタン
- 日清Spa王焼き風味たらこ
- 日清Spa王ボローニャ風ミートソース
- 日清Spa王梅じそかつお
- 日清Spa王醤油バター焼き風味たらこ
- 日清Spa王完熟トマトミートソース
- 日清Spa王きのこの醤油バター
- 日清Spa王醤油バターこんがりたらこ
- 日清Spa王きのこの醤油マヨネーズ
- 日清Spa王ツナアラビアータ
- 日清Spa王キャベツとアンチョビソースとペペロンチーノ
- 日清Spa王青じそ明太子
- 日清Spa王チーズソース
- 日清Spa王醤油バターたらこ
- 日清Spa王ピリ辛醤油
- 日清Spa王クリーミーチーズ
- 日清Spa王明太子で和える和風梅
- 日清Spa王ちょっぴり和風のクリーミーチーズ
- 日清Spa王バジルが香るペペロンチーノ
- 日清Spa王からし高菜明太子
- 日清Spa王ナスとベーコンのポモドーロ
- 日清Spa王3種のきのこの和風ソース
- 日清Spa王和風辛子高菜
- 日清Spa王チョリソーのペペロンチーノ
- 日清Spa王ツナ&マヨ
- 日清BIG Spa王
- 日清MEN'SSpa王
- 日清Spa王レンジタイプ
- 日清U.F.O大盛りソース焼そばあげ玉入り
- U.F.Oわさびマヨネーズ
- U.F.Oスパイシーカレー
- カップヌードルシーフード焼そば
- 麺の達人海鮮冷し中華
- 地球麺紀行
- 日清日本麺紀行
- チーズフォンデュ風ヌードル
- ビーフデミグラスヌードル
- ぶちうま
- ばりよか
- 小麦麺職人
- ぶっとめん
- 粗挽きマスタード焼そば
- 香りだしらあめん
- 楽屋の中華そば
- カレー焼豚麺
- 日清カリー館
- ヌオウ
- 隠れた名店
- 具の逸品
- 妖怪ウォッチ しょうゆラーメン - 2014年12月1日に発売[11] 後、2015年9月21日にリニューアル発売[12]。

など

#### その他
加工食品
- 日清ランチ

カップフード
- カップライス
- リゾットブレイク
- カップdeレンジ（レンジフード、1986年）[注 8]
- cotto cotto（カップリゾット）

スープ
- アンドスカップポタージュ
- アンドステーブルポタージュ
- アンドスカップスープ
- 日清パーマンコーンスープ
- 北海道のオニオンスープ
- 日清ヴィシソワーズ

スナック
一時期、スナック菓子を製造販売していたことがある。菓子部門は現在日清シスコが請け負っている。
- コーンチップス（スナック、1980年代末期）
- ビデオパル（スナック、1980年代末期。レンタルビデオのお供のスナックとして登場するも全く売れず、販売終了となった。）
- マガジン（スナック、1980年代末期。ビデオパルの姉妹品）
- スーパーマスタード

菓子
- 日清シリアルスナック
- ポップコーン

その他
- ふりかけならニッシン
- フルーツポンプ
- カルーチェ
- 日清食品の肉まん
- 日清食品のあんまん
- 日清食品のカレーまん
- 日清のフルーツデザート 杏仁豆腐
- 日清のフルーツデザート フルーツパーラー

など

### 地域限定・期間限定・タイアップ商品

#### 現在
全国
- 汐留らーめん - 日本テレビ系『ズームイン!!SUPER』との共同開発によるカップ麺。2004年に「汐留味」2006年に「汐留塩味」を発売。2009年には「汐留らーめんたて型（汐留味、汐留進麺）」を発売。
- JALですかい - 日本航空と共同で開発し、1992年6月1日より同社の長距離路線のエグゼクティブクラスで提供を開始した。気圧が低い機内で調理、提供されることから、普通のカップ麺より低い沸点でも麺が戻るように工夫が凝らされている。同シリーズ品の主力として「うどんですかい」の他、「そばですかい」と「らーめんですかい」もある。

北海道
- 北の焼そば - 北海道日本ハムファイターズとのタイアップ商品。焼とうきび風しょうゆ味と、ウインナー入りソース味（ウインナーは日本ハム製品を使用）の2種類。2010年3月発売。
- やきそばできました。 - 2009年3月に一度レギュラー販売を終了。同年4月20日以降よりオープンプライス商品にリニューアルされ、それに伴い具材や麺の質量がそれぞれ減らされている。

#### 過去
全国
- 百福長寿麺（2010年3月1日発売） - 創業者である安藤百福の生誕100周年を記念して、数量限定で発売された。麺は安藤の生涯にちなみ100cmと、カップ麺史上最長。鶏だし塩ラーメン、鴨だしそばの2種類が発売された。
- けいおん!! 夏フェス♪屋台風焼そば ムギが食べたかったあの焼そば味（2011年5月 - 6月限定発売） - 劇場版アニメ『けいおん!!』とのタイアップ商品。ローソンとの共同開発にしてローソン専売のカップ焼そば。
- アイカツ! 推し麺 みそ野菜ラーメン（2014年12月25日発売[13]） - ゲーム・漫画・アニメ『アイカツ!』とのタイアップ商品。セブンイレブン限定発売。

北海道地方
- ヌオウ - 北海道テレビ放送のバラエティ番組『いばらのもり』で出演者のTEAM NACSの森崎博之と大泉洋のアイデアを企画し発売されたカップ麺、数量限定商品だった為販売開始後数日で完売した。なお『ドラバラ鈴井の巣』の「山田家の人々」にて小道具として使用されているシーンがある。
- ファイターズヌードル・焼きそば - 北海道日本ハムファイターズとのタイアップ商品。ヌードルはしょうゆ味・スープカレー味の2種類。

東北地方
- 東北楽天ゴールデンイーグルスヌードル・うどん・そば - 東北楽天ゴールデンイーグルスとのタイアップ商品。

中部地方
- ぴーかんテレビ 元気がいいね!ラーメン・スパゲティー - 東海3県、東海テレビの情報番組とのタイアップ商品。

近畿地方
- 猛虎ラーメン・うどん・焼そば - 阪神タイガース70周年記念商品。近畿2府4県、阪神タイガースのロゴマーク入り。
- なるトモ!ラーメン・うどん・焼そば - 近畿2府4県、読売テレビの情報バラエティー番組「なるトモ!」の企画で誕生した。テーマは地産地消で、近畿地方の食材を使用。2005年〜2008年。

九州地方
- 豚骨ロック よかろうもん（2007年4月9日発売） - 豚骨ピストンズのメジャーデビュー曲「よかろうもん」のリリースとタイアップ。二○加煎餅のにわか面に豚の鼻をあしらったデザインのパッケージで本商品と同時にCDもリリースされた。

## 宇宙食
宇宙食開発の取り組みは、創業者・安藤百福の「人間はどこに行っても、どんな環境でも食べなければならない。宇宙に行っても同じ。」という思いから始まった。

### 宇宙食ラーメン「スペース・ラム」
2005年7月下旬に打ち上げられたスペースシャトル「ディスカバリー」を使用したミッション（STSー114）に、世界初の宇宙食ラーメン「スペース・ラム（Space Ram）」が搭載された。宇宙航空研究開発機構（JAXA）と共同で開発したもので、宇宙船内という特殊な環境下でもラーメンが楽しめるという画期的なものである。
特徴は以下の通り。
- 味はカップヌードルベース - レギュラー（しょうゆ）のほか、乗員の宇宙飛行士野口聡一のリクエストにより、カレー・みそ・とんこつの全4種類を用意。
- 70度で湯戻し可能 - スペースシャトル内で給湯できる上限湯温である摂氏70度の湯で戻せる麺。
- 飛散防止 - 微小重力下で、精密機器やスイッチ類が露出した宇宙船内でスープ等の液体の細粒を含む食品の細片が飛散するのは厳禁のため、スープは粘度を上げ、麺は戻しても形状を保つ一口大の塊状麺を採用。3個で1食分として、特製の合成樹脂パックに入っている。分量としては、レギュラーサイズの約半分であるカップヌードルミニとほぼ同じである。このように、麺類ならではの「すする」ような食べ方こそできないものの、味や食感はカップヌードルとほぼ同じで、実際に宇宙で食べた野口も非常に満足であったと語っている。

#### 「宇宙篇」CF
2005年11月2日より放映された、カップヌードルの「NO BORDER」シリーズCFの第7作目「宇宙篇」では、宇宙飛行士が空中に浮遊する塊状麺を食べるシーンがあるが、これは実際に国際宇宙ステーション（ISS）内のロシア居住モジュールで撮影されたものである。
このCF撮影は、JAXAやロシア連邦宇宙庁などの全面協力のもと、約2年間の準備期間を経て実現した。2005年10月1日に打ち上げられたソユーズロケットに撮影機材や特製カップヌードルが搭載され、ISSへ送られた。
実際の撮影に当たっては、地上の管制センターとISSの間で連続最長10分の交信が可能な「リアルタイム・ダウンリンク」を使用して撮影の指示を出す等、一企業のCF撮影としては破格の国際協力が行われた。
この撮影に使われたカップヌードルは、上記の「スペース・ラム」をベースに、CF撮影用としてカップヌードルのロゴなどをパックに印刷した特製のもので、ソユーズへの搭載およびISSへの持ち込み許可などの厳しい基準をクリアしたものである。

### 最新鋭の宇宙食
2010年3月には、最新鋭の宇宙食として、世界初の宇宙食ちらし寿司「スペース・チラシ」、宇宙食豚しゃぶ「スペース・ブタシャブ」、端午の節句用の宇宙食柏餅「スペース・カシワ」を開発。これもスペース・ラム同様、野口宇宙飛行士のリクエストに応じて開発し、JAXAに提供され、ISSに運び込まれている。なお、これらの宇宙食は2010年3月27日より東京・大阪で行われているイベントにも展示された。

## 災害に対する対応
- 物流倉庫等には「非常災害時以外使用禁止」指定のカップヌードル100万食がランニングストックとして用意され、現在もその慣習は続けられている（在庫としての保管のため商品は常時入れ替わっている）。社会福祉活動に非常に熱心であった、創業者安藤百福の意を汲んだものである。
- 阪神・淡路大震災の際、大量のカップヌードルと割り箸を積んだトラック、給湯車のコンビ「カップヌードル号」を被災地に出動させ被災者・避難者に供給。救援活動への協力が評価され感謝状を受けた。
- 2007年7月17日、新潟県中越沖地震の被災地にカップヌードル1万1000食を送ると発表した。また、阪神大震災や新潟県中越地震でも活躍したキッチンカー「チキンラーメン号」2台を急きょ現地に派遣した。
- 2011年3月11日に発生した東日本大震災においては、「カップヌードル」をはじめカップめん100万食を被災地に救援物資として緊急無償提供したほか、給湯機能付の「チキンラーメン号」7台を現地に派遣した。また、農林水産省の要請を受け、社団法人日本即席食品工業協会に「どん兵衛」など134,400食の商品を救援物資として提供した[16]。

## 日清食品における騒動・問題など

### 2010年のラ王騒動
2010年7月に「ラ王」を8月で生産終了することを発表し「ラ王追湯式典」と題したイベントを大々的に展開したのち、8月2日に生産終了後、1か月もたたないうちに新「ラ王」を発売したが、その展開と同名新商品に関する情報が公表されないまま旧商品生産終了後の直近時期に新発売された手法には、多くの消費者などから批判も相次いだ。
さらに同年9月8日には、新「ラ王」の山頂で男性タレントが新「ラ王」を食べる所作をしているテレビCMが、その撮影において一般登山者の登頂を妨害して撮影したことが露見したため、このCMの放映自粛を決定した（後述）。
CM撮影をめぐる問題

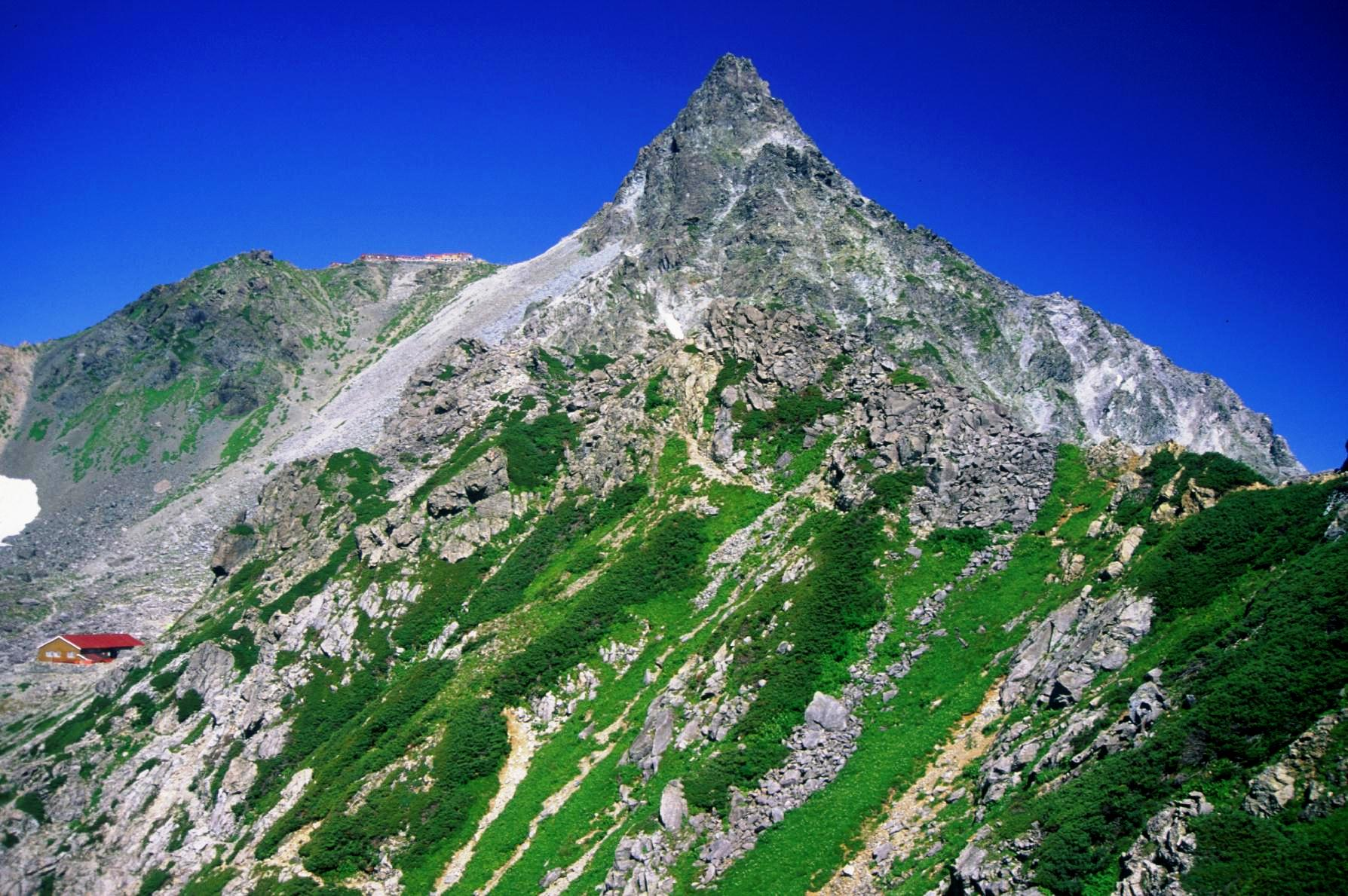
槍ヶ岳山頂

2010年（平成22年）9月9日から放送予定だった、日清ラ王のテレビCM（照英出演）撮影が槍ヶ岳山頂で行なわれた際、トラブル発生の為、険しい山道で多数の登山客らを足止めしたと報道された。また、撮影はヘリコプターを使用。撮影に際して、環境省中部地方環境事務所松本自然環境事務所から広告代理店の電通と、製作会社の葵プロモーション（現・AOI Pro.）は、登山者に迷惑をかけないことと、周辺環境へ配慮し、ヘリコプターを飛ばさないことを事前に求められていたが、これを日清食品に対し伝えていなかった。
当問題発覚後、環境省の松本自然環境事務所は3社に報告を要求、「非常に遺憾」とする文書を出し、現地の国有林を管理する中部森林管理局中信森林管理署も9月に3社を指導、謝罪文提出を求めた。これにより当CMの放送自粛と新たな内容への変更が発表された。
放送自粛後、場所を東京スカイツリーに変え、ちゃぶ台、俳優など同じコンセプトで撮影されたものが放送された。

### 2010年代のカップヌードルCMにおける問題
矢口真里を起用したCMに関する問題
2016年4月、矢口真里を起用したカップヌードル リッチのCMを放送。矢口真里の不倫をネタにしたものであり、非難が殺到し放映が中止となり、同社はお詫びを行った。
アニメCMにおける大坂なおみのホワイトウォッシュ問題
2019年1月にネット上に公開された「新テニスの王子様」とコラボし、所属する錦織圭と大坂なおみが描かれたカップヌードルのアニメCMで、内外から大坂の描写についてホワイトウォッシュではないかとの声が上がり、公開中止とお詫びがされた。

### 不祥事・事件・トラブル関連

#### 店頭価格の一律引き上げ強要（2024年）
2024年8月22日、日清食品が小売業者に対し、カップヌードルなどの店頭での販売価格を全国一律で同額に引き上げることを強要したのは独占禁止法違反（再販売価格の拘束）の恐れがあるとして、公正取引委員会は同社に対し警告を行った。

## その他
- 電子レンジ調理専用カップ麺「e-noodle」（ラーメン・焼きそば）を2001年初頭に発売したが、ラーメンは調理時間が6分もかかる（熱量500Wの家庭用電子レンジでの場合。焼きそばは3分で完了）[28][29]ことや、コンビニエンスストアで一般的に使われている熱量1500Wの業務用電子レンジで調理できなかったことが関係して、すぐに終売となった。しかしこの失敗が2007年に発売した電子レンジ調理専用カップ焼そば「UFO NEXT GENERATION」[30][31]の誕生に繋がる。「UFO NEXT GENERATION」は熱量1500Wの業務用電子レンジでも調理可能で、それで調理した場合は約2分30秒で完了する。
- 近畿2府4県向けのCMでは、毎年プロ野球開幕直前から「NISSIN GoGo タイガースキャンペーン」CMが放送されている。
- 地域限定商品などのエリア分けにおいて、特に関東エリアでは、他の食品・飲料メーカーが関東地方・甲信越地方・静岡県をひとつの範囲としているのに対し、静岡県を除外して西日本（中部・東海）エリアとしている。かつて、東西日本を分けて懸賞（プレゼント）を展開していた際には静岡県も東日本として東京本社で応募を受け付けていた。
- 2008年に、カップヌードルの容器を紙製のECOカップに変更したところ、においの強いもの（例：衣類用防虫剤、家庭用・トイレ用の芳香剤など）のそばに置くと移り香が起きる場合があることが判明した。現在は、その点を改良した新型ECOカップが順次販売されている。なお同時期には、におい移りを防ぐために、保存方法についての注意喚起を伝える内容の、社告形式のCMが放映された。また輸送用段ボール（24個梱包）にもスーパーマーケットで在庫保管される場合に備え「移り香注意　臭いの強い物と共に保存しない」と注意書が印刷されるようになった。
- 2010年には、カップヌードルの限定商品「タイムカン」の包装状態に問題があるため、同製品の自主回収を伝える、お詫びCMが放映された。
- 2011年3月11日に東北地方太平洋沖地震（東日本大震災）が発生し、テレビ・ラジオCM及び番組提供を数日間自粛（ACジャパンの公共CMなどに差し替え）およびプレゼントキャンペーンを中止した（当時行われていたキャンペーンも途中で打ち切りとした）ほか、3月22日に発売予定だった「行列のできる店のラーメン 横濱中華街特濃担々麺」「カップヌードルしお」の2品の発売を延期した（その後、前者は4月11日、後者は5月16日に発売されることが決まった[32]）。
- 2010年代より湖池屋と提携して『UNIQUE PROJECT』を実施している。
- 2020年1月1日から、全国32都道府県のローカルCMをパロディ化したCMを各地域で放送した[33]。モチーフにしたCMは下記の通り。
北海道 - のぼりべつクマ牧場 / 青森県 - 味の加久の屋 / 岩手県 - 岩舘電気 / 秋田県 - 修学旅行の安否報告CM / 山形県 - 乃し梅本舗佐藤屋 / 宮城県 - 八木山ベニーランド / 福島県 - 石のカンノ / 東京都 - 世田谷自然食品 / 山梨県 - クリーニング志村 / 新潟県 - 宝石みのわ / 長野県 - 喜久水酒造 / 富山県 - 梅かま / 石川県 - みそまんじゅう本舗・竹内 / 福井県 - 芝政ワールド / 静岡県 - 学生服のやまだ / 愛知県 - 浜乙女 / 大阪府 - 551蓬萊 / 島根県 - どじょう掬いまんじゅう（中浦食品） / 広島県 - ロイヤルドライビングスクール / 山口県 - くだまつ健康パーク / 香川県 - 名物かまど / 徳島県 - 八百秀商事 / 愛媛県 - ひめライス / 高知県 - 明神水産 / 福岡県 - 天神愛眼 / 佐賀県 - ブラックモンブラン（竹下製菓) / 熊本県 - サンロード新市街 / 長崎県 - ヘデクパウダー（平坂製薬） / 大分県 - 大分からあげ / 宮崎県 - 宮交シティ / 鹿児島県 - 鹿児島公務員専修学校 / 沖縄県 - PIZZAパルコ

### 日本生活協同組合連合会との共同開発
日本生活協同組合連合会との共同開発により「鶏ガララーメン」「コープの焼そば」「コープヌードル」および「コープのラーメン屋さん」シリーズを製造、全国各地の生協へ供給している。
- 「鶏ガララーメン」は、チキンラーメンとほぼ同じ（ただし、麺のつなぎとなる原料にやまのいも粉が含まれていないため食感が若干異なっていた）商品。パッケージも、カラーリングがチキンラーメンと似ており、チキンラーメン同様、たまごポケット麺も採用。しかし2009年10月中旬の出荷分をもって販売終了。
- 「コープの焼そば」は、袋めんタイプの日清焼そばとほぼ同じ商品。パッケージもカラーリングをはじめ、「焼そば」のロゴや、表面の調理例写真がほぼ同一である等、非常によく似ている[34]。
- 「コープヌードル」は、カップヌードルとほぼ同じ商品。ただし、麺に卵白と卵殻カルシウムを練り込み、カップは紙ベースのエコカップを使用している。「しょうゆ味」「カレー味」「シーフード」のほか、カップヌードルにはない「とんこつ」がある。なお、商品ロゴはカップヌードルのものに酷似している[34]。
- 「コープのラーメン屋さん」は、「日清のラーメン屋さん」とほぼ同じ商品。ただし、麺に卵白と卵殻カルシウムを練り込んでおり、また「旭川しょうゆ風味」のしょうゆ原料の丸大豆には「有機栽培丸大豆」を使用、「札幌みそ風味」のみそ原料の大豆には「非遺伝子組換え大豆」を使用、「函館しお風味」は1食あたりの塩分量を7%カット、また全商品でビーフ由来の原料を使用しない等、コープの理念である「安心原料にこだわった」ものとなっている。通常、5食パックのみでの販売である[34]。

### 小麦売り渡し価格と製品価格の関係
原材料価格の高騰を理由に2008年1月、17年ぶりにカップめんや袋めんを値上げした（カップ麺1つ当たり数十円）。一方2009年4月より輸入小麦政府引き渡し価格が値下げする際、中川晋社長は「既存商品の付加価値向上」や「麺増量の新商品投入」で『小麦の値下がりを消費者に還元する』として、既存商品の値下げは見送る方針を表明し下記の理由を挙げた。
- 小麦売り渡し価格が下がっても、値下げでは1個あたり何十銭の還元にしかならない。
- 2009年4月値下げ後の小麦売り渡し価格は、2006年時点と比べて36%高い水準にある。
- 既存商品のコアブランドを汎用品にするわけにはいかない。
- カップ麺で実売価格が100円前後となる「スープヌードル（現・あっさりおいしいカップヌードル）」「ソース焼きそば」「大盛屋」など数品目揃えて低価格商品のラインナップを充実させて節約志向の消費者需要を満たし、PB商品に対抗可能な状態を完成させた。

## テレビ番組
- プロジェクトX〜挑戦者たち〜 「魔法のラーメン 82億食の奇跡」カップめん・どん底からの逆転劇（2001年10月16日、NHK総合）[36]
- 連続テレビ小説 まんぷく（2018年10月1日 - 2019年3月30日、NHK総合[37]）- 日清食品の創業者夫妻をモデルとし、世界初となるインスタントラーメン「チキンラーメン」の開発を成功させるまでの物語[38]。
- 日経スペシャル カンブリア宮殿（テレビ東京）
  - 「世界のハングリーと闘え！～即席麺の王者に学ぶロングセラーの作り方」（2008年3月31日）[39]。
  - 初公開!カップヌードル 累計500億食の裏側（2021年9月16日）[40]。
  - 偉大なる発明を超えろ! 日清食品 強さの秘密（2021年9月23日）[41]。
  - 日本の胃袋 鷲摑みの秘密 最強"国民食"スペシャル（2022年3月10日）[42]。

## CM出演者

### 出演中
現在。本社HPのCM | 日清食品グループでも視聴可能。ただし、出演契約中であっても現在放送されていない場合もある。

#### 男性
- 稲葉篤紀（北海道日本ハムファイターズ） - 北の焼そば　※北海道地区のみ
- 中田翔（北海道日本ハムファイターズ） - 北の焼そば　※北海道地区のみ（2012年、稲葉と共演）
- ぺこぱ（松陰寺太勇・シュウペイ） - チキンラーメン
- 板垣李光人 - どん兵衛
- 千葉雄大 - 日清ラ王
- カズレーザー - 日清ラ王
- ハリウッドザコシショウ - カレーメシ
- 空気階段 - カレーメシ
- 二宮輝生 - 袋麺シリーズ
- チョコレートプラネット - 日清これ絶対うまいやつ!、トリプルバリア
- ジャングルポケット - お碗で食べるシリーズ
- 北野武 - 完全メシ
- サンシャイン池崎 - 完全メシ
- バイク川崎バイク - 日清まぜ麺亭

#### 女性
- 松坂慶子 - 袋麺シリーズ
- 深川麻衣 - 袋麺シリーズ
- 三宅希空 - 袋麺シリーズ
- 吉高由里子 - どん兵衛
- ゆめっち - オシャーメシ
- 高木ひとみ〇 - チキンラーメン キャベサラダ
- 木村佳代[43] - 完全メシ

#### グループ
- マキシマム ザ ホルモン - カップヌードル
- MAX - 世界のカップヌードル
- キュートン – カレーメシ
- アバンギャルディ - 台湾メシ

#### キャラクター
- ひよこちゃん - チキンラーメン
- キズナアイ（VTuber） - カップヌードル
- 輝夜月（VTuber） - 日清焼そばU.F.O
- こいつらガールズ（声：加藤英美里、ほか） - カレーメシ
- 秘密結社鷹の爪（声：FROGMAN） - 鷹の爪団の日清食品宣伝大作戦シリーズ

### 過去のCM出演者
製品別に列挙。

#### どん兵衛
- 山城新伍
- 川谷拓三 ※山城新伍と共演
- 菊池桃子
- 井森美幸 ※菊池桃子と共演
- 北大路欣也
- ナインティナイン ※岡村隆史は「ラーメン屋さん」のCMにも単独で出演
- 山口紗弥加
- 泉谷しげる
- 勝俣州和
- 優香
- 中村紀洋（プロ野球選手）
- 戸田和幸（サッカー選手）
- 上戸彩 ※カップヌードルのCMにも出演
- 中村獅童
- 中居正広（当時SMAP）
- 秋月三佳
- 加山雄三
- 佐藤健
- 清水富美加
- キタキツネ（声：三森すずこ）、ギンギツネ（声：相坂優歌）（『けものフレンズ』）[注 9]
- 吉岡里帆
- 星野源※吉岡里帆と共演
- 中邑真輔（プロレスラー）
- こがけん
- 長谷川忍（シソンヌ）
- アンミカ

#### 麺の達人
☆は「スープの達人」にも出演
- 柳葉敏郎
- 辰巳琢郎
- 三宅裕司
- 黒木瞳
- 米倉涼子 ※「アジアンヌードル」のCMにも出演
- 坂田利夫
- 吉岡美穂 ※坂田利夫と共演
- 中越典子
- 室伏広治（陸上選手）☆
- 麻生祐未
- 中村雅俊
- 清原和博[注 10]

#### ラーメン屋さん
- 結城貢
- 松坂慶子
- 岸谷五朗
- 岡村隆史（ナインティナイン）
- ユースケ・サンタマリア
- 楽しんご

#### チキンラーメン
- 南伸坊
- 畑正憲
- グッチ裕三
- 吉川ひなの
- 国分太一（TOKIO）
- 仲間由紀恵
- 芦田愛菜
- 所ジョージ ※芦田愛菜と共演
- 新垣結衣

#### UFO
- 松鶴家千とせ ※後に1999年度版にも出演。
- 桂三枝（現：六代目桂文枝）
- ジェッターマルス
- ピンク・レディー ※1970年代末期「めんくらべ」のCMにも出演。また、後に1999年度のUFOのTVCMでは増田恵子が単独で出演
- 川崎麻世 ※後に1999年度版にも出演。
- サザンオールスターズ
- 三原順子（現：三原じゅん子）
- 烏丸せつこ
- 美保純
- 杏里
- とんねるず
- マイケル富岡
- デーブ・スペクター ※マイケル富岡、松雪泰子とそれぞれ共演
- オスマン・サンコン
- 松雪泰子
- SPEED
- 中山仁 ※松鶴家千とせ、増田恵子、川崎麻世、伊集院光と共演
- 伊集院光 ※松鶴家千とせ、中山仁、増田恵子、川崎麻世と共演
- 広末涼子
- 松本莉緒
- 岡田ひとみ
- トータス松本
- 石井竜也 ※小池栄子と共演
- 小池栄子 ※石井竜也と共演
- 松浦亜弥
- 関ジャニ∞ ※UFO NEXT GENERATIONも含む
- ドン・フライ（格闘家） ※関ジャニ∞と共演
- 伊藤裕子 ※関ジャニ∞、ドン・フライと共演
- 長瀬智也
- ケリー ※長瀬智也と共演
- 生田斗真
- 北乃きい[44]
- 広瀬アリス[44]
- 椎名桔平
- 桐谷健太
- 山本美月
- 吉川晃司
- 水原希子
- 中川大志 ※2017年に藤岡と共演
- 内田裕也
- えなこ
- 藤岡弘、

#### 日清焼そば
- さまぁ〜ず
- ボブ・サップ
- ネプチューン[注 11]
- 華原朋美 ※北海道地区では「やきそばできました。」のCMにも出演

#### 出前一丁
※は北海道地区のみ「道産子」のCMにも出演
- 4代目林家小染 ※
- 桂文珍 ※
- 桂きん枝 ※
- 月亭八方 ※
- 島倉千代子
- 彦摩呂
- 速水もこみち

#### ラ王
- 赤井英和
- 金山一彦 ※赤井英和と共演
- 前園真聖
- 中田英寿
- 藤井フミヤ
- 椎名桔平
- 小林薫
- 本上まなみ
- 岩佐真悠子
- 国生さゆり
- 岡田義徳
- 琴欧洲勝紀 ※ごんぶとのCMにも出演
- 照英 - リニューアル第1弾キャラクター。
- 豊川悦司
- 吹石一恵
- 西島秀俊
- くっきー ※カレーメシのCMにも出演

#### ごんぶと
☆は「がんそば」のCMにも出演
- 髙嶋政宏☆
- ジャイアント馬場
- スティーヴン・セガール☆
- 佐々木主浩
- 小川直也
- 琴欧洲勝紀 ※ラ王のCMにも出演
- 岩下志麻
- 栗山千明
- 平野綾
- 伊東美咲 ※Spa王のCMにも出演
- 山田優 ※Spa王のCMにも出演
- 内田恭子 ※琴欧洲と共演。2008年〜2009年には「カップヌードルライト」のCMにも出演
- 川村ひかる
- 枡田絵理奈
- 常磐津一三太夫

#### Spa王
- 工藤静香
- グッチ裕三
- 西村知美
- 和田勉
- 深田恭子
- 鈴木保奈美
- 岩田光央
- 橋本良亮
- 戸塚祥太
- 真田佑馬
- 野澤祐樹
- 伊東美咲 ※ごんぶとのCMにも出演
- 山田優 ※ごんぶとのCMにも出演
- 雛形あきこ - Spa王PREMIUM（※製造・発売は日清食品冷凍）
- 武井咲
- bump.y（30秒、テレビ朝日のみで数本放映）

#### 日清麺職人
- 稲垣吾郎（当時SMAP・現：新しい地図）[注 12]
- 安達祐実
- はしのえみ
- 国仲涼子
- ハリセンボン（近藤春菜、箕輪はるか）※稲垣吾郎と共演
- アジアン（隅田美保、馬場園梓）※稲垣吾郎と共演
- 松岡修造

#### 太麺堂々
- ショッカー戦闘員（『仮面ライダー』）[注 13]
- 吉瀬美智子

#### 具多（GooTa）
- 大杉漣
- 山口智充
- 佐藤康弘

#### とんがらし麺
- 釈由美子
- 加瀬亮
- 佐藤江梨子

#### ニッチン
- 滝沢秀明（当時タッキー&翼）
- ニッチンくん

#### カレーメシ／カップメシシリーズ
- ポジティブパッション（日野茜（声：赤﨑千夏）、本田未央（声：原紗友里）、高森藍子（声：金子有希））（『アイドルマスター シンデレラガールズ』）[注 14]
- S.E.M.（山下次郎（声：中島ヨシキ）、舞田類（声：榎木淳弥）、硲道夫（声：伊東健人））（『アイドルマスター SideM』）[注 15]
- 大澄賢也
- 大川成美
- いか八朗
- ルー大柴
- カレーメシくん

#### その他
※すでに終売となっている製品も含む。
ラーメン系
- 小松政夫（めん八珍、みそ八珍）
- 水島新司（めん八珍）※『野球狂の詩』の水原勇気（アニメ）と共演。
- かたせ梨乃（めんコク）
- ピンクレディー（めんくらべ）
- 星セント・ルイス（めんくらべ）
- 松崎しげる（めんぐるめ）
- 紳助・竜介（めんぐるめ）
- ダンプ松本（タコヤキラーメン）
- 中尾ミエ（お茶漬けラーメン）
- 的場浩司（棒棒鶏カップ）
- 渡辺篤史（日清飯店シリーズ）
- 加賀まりこ（日清飯店シリーズ）
- 鮎川誠（はかたもんらーめん）
- 有森也実（らうめん）
- 荒井注（らうめん）
- ラサール石井（中華食堂麻婆めん）
- 原ひさ子（中華食堂麻婆めん）
- 川合千春（桃金ラーメン）
- 佐竹雅昭（桃金ラーメン）
- アンディ・フグ（強麺）
- 篠原涼子（エージャン）
- 渡辺満里奈（JAPONヌードル）
- 櫻井淳子（JAPONヌードル）
- 木内晶子（お茶漬けヌードル）
- アルシンド・サルトーリ（めちゃんこラーメン）
- 丸山和也（行列のできる店のラーメン）
- 柳沢敦（焼豚屋）
- 本山雅志（焼豚屋）
- 速水もこみち（健多郎）
- 長谷川潤（野菜スープヌードル）
- 今井翼（当時タッキー&翼）（つけ麺の達人 ※日清食品チルド）
- ジャッキー・チェン（ビッグチャイナ）

うどん・そば系
- 桂歌丸（そば喜利）
- 三遊亭小圓遊（そば喜利）※桂歌丸と共演
- 太地喜和子（日清御膳ほんうどん）
- 雛形あきこ（うどんの乱&そばの乱）※後年、Spa王PREMIUMのCMに出演
- やなぎ浩二（日清庵うどん&そば）
- 錦織一清（日清の本生うどん）
- 小池栄子（江戸そば・京うどん）※UFOのCMにも出演

焼そば系
- 松田聖子（家族の焼そば）※共演の少女は子役タレントであると日清からの回答済み
- 神田正輝（家族の焼そば）※共演の少女は子役タレントであると日清からの回答済み
- 安田顕・森崎博之・音尾琢真（TEAM NACS）（やきそばできました。）
- 及川光博（やきそばできました。）

その他
- コロッケ（コーンチップス）
- 日村勇紀（トリプルバリア）

#### 企業CM
- 荒川静香（2006年トリノオリンピック日本選手応援キャンペーン）
- ミシェル・ウィー
- AKB48 ※このほかカップヌードル、およびカップヌードルライトのCMにも出演

#### キャンペーンCM
- 小林克也（カップヌードル・ウォーキングカラオケプレゼントキャンペーン）
- 円広志（チキンラーメン・出前一丁 阪神タイガースキャンペーン）※関西地区のみ
- 笑い飯（チキンラーメン・出前一丁 阪神タイガースキャンペーン、2011年）※関西地区のみ[45]
- サバンナ（チキンラーメン・出前一丁 阪神タイガースキャンペーン、2012年）※関西地区のみ[46]

## 提供番組
太字で記載しているものは一社提供番組（冠スポンサー番組含む）。

### テレビ
ここに列挙している番組は代表的なもの。このほか深夜番組や、不定期特別番組（スポーツ中継など）の提供をしていることが多い。
★印は字幕付き。
日本テレビ系列
- 世界の果てまでイッテQ!★（2021年4月 - ）※提供復帰。長年だったホンダから引き経いだ。60秒での放送。
- 行列のできる相談所★[注 16]
- 月曜から夜ふかし★（2022年4月 - ）※プライムタイム進出後。
- 有吉の壁★[注 17]
- 1億3000万人のSHOWチャンネル★（2021年4月 - ）※『それって!?実際どうなの課（中京テレビ制作）』から移行。[注 17]

テレビ朝日系列
- ミュージックステーション（提供開始日は不明だが、2009年3月まで務め、一時期日清シスコが提供するも、その後復帰[注 18]）
- M-1グランプリ（2015年 - 、プレミアムスポンサー[注 19]）

TBS系列
- 七つの大罪 黙示録の四騎士※ヒッチハイク
- 炎の体育会TV
- 水曜日のダウンタウン（2018年10月 - ）[注 20]

テレビ東京系列
- 現在は無し

フジテレビ系列
- VS魂★（2021年1月 - ）
- 千鳥のクセがスゴいネタGP★
- サザエさん★※同業者の味の素もスポンサー。 [注 21]
- 東日本女子駅伝（福島テレビ制作。11月 ※東日本地区[注 22]）

BS10
- 日清食品Presents 麻雀オールスター BS10チャンピオンシップ

各局
- オリンピック中継番組（隔年）
- FIFAワールドカップ中継番組（隔年）

### ラジオ
- 毎度おおきに!日清食品です!!（ラジオ関西「こんにちよ〜!原田伸郎です」内）
- 日清食品 笑アップステーション・お笑いカップ!（山形放送）
- らくさぶろうの日清のどん兵衛!ど〜んと食べとぉみ〜（南海放送、金曜10:40-10:50）
- プロ野球ナイター中継（JRN/NRN各局）
- 東京ポッド許可局（TBSラジオ・他）

ほか多数

### かつての提供番組
★は番組自体現在も継続中。
日本テレビ系
- 日清世界クイズ
- 日本プロゴルフ選手権大会（5月）
- テレビ三面記事 ウィークエンダー（1970年後半頃）
- トップテンシリーズ（紅白歌のベストテン→ザ・トップテン→歌のトップテン）
- ズームイン!!朝!→ズームイン!!SUPER
- 木曜スペシャル
- マジカル頭脳パワー!!（1994年4月 - 1998年9月）
- ぐるナイ
- 謎を解け!まさかのミステリー
- ネプ&イモトの世界番付
- 恋のから騒ぎ
- ひらめ筋GOLD
- 快脳!マジかるハテナ
- 日曜20時枠
  - 天才・たけしの元気が出るテレビ!!→超天才・たけしの元気が出るテレビ!!
  - 特命リサーチ200X
  - ワールド☆レコーズ
  - A
  - ウタワラ
- Sundayスペシャル
- サルヂエ（中京テレビとの共同制作）
- ★サッカーアース
- 火曜サプライズ
- ★水曜ドラマ
- ★金曜ロードショー（ - 2009年3月、2009年10月 - 2010年3月）
- ★土曜ドラマ
- ★ザ!鉄腕!DASH!!（1998年10月 - 2010年3月）※現在は3時間スペシャルで20時台の筆頭と21時台に提供している。
- 超問クイズ! 真実か?ウソか?
- ★それって!?実際どうなの課（中京テレビ制作、2019年4月 - 2021年3月）
- 人生が変わる1分間の深イイ話（ - 2021年3月）
- AKBINGO! ※関東ローカルスポンサー
- 今週のどんだんず（RAB ※青森県ローカル）

TBS系
- ★COUNT DOWN TV ※関東ローカルスポンサー
- パソコン宇宙大作戦→パソコントラベル君ならどうする
- 金曜テレビの星!
- 金曜ドラマ・世界の中心で、愛をさけぶ（途中、スポンサー白紙）
- 土曜19時枠
  - 筋肉番付シリーズ（筋肉番付→体育王国）[注 23]
  - 爆笑問題のバク天!
  - 飛び出せ!科学くん
  - サタネプ☆ベストテン
- 土曜20時枠
  - 8時です!みんなのモンダイ
  - 島田検定!! 国民的潜在能力テスト→島田検定SUPER!!
  - アスリート応援TV! ニッポン!チャ×3
  - キャプテン☆ドみの
  - 地球!ジオグラTV
  - 土曜20時ドラマ
- お笑いLIVE10!
- うたばん
- リンカーン
- ザ・イロモネア
- ★中居正広の金曜日のスマたちへ[注 24]
- 愛の劇場[注 25]
- 水曜22時ドラマ
- 夕やけロンちゃん→月〜金17時台再放送枠（TBSのみ）
- 毎日放送制作
  - ヤングおー!おー![注 26]
  - 八木治郎ショー・いい朝8時→すてきな出逢い いい朝8時 ※全国ネット
  - クイズMr.ロンリー ※全国ネット
  - クイズ!!ひらめきパスワード ※全国ネット・最末期
  - MBSナウ ※関西ローカル
  - ジャパーン47ch→ジャパーン47chスーパー! ※全国ネット
  - 知っとこ! ※全国ネット。2012年4月から約3ヶ月間にわたり「日清麺職人」としてスポンサーとして流れていた。2014年4月より再びスポンサーとなる。
  - まんが日本昔ばなし ※全国ネット。

フジテレビ系
- 少年発明王
- 負けるな!ビンちゃん
- 西部の対決
- 日清オリンピックショウ（日清ジェットショー） 地上最大のクイズ（1964年東京オリンピック協賛、閉幕後改題）
- ヘッケルとマイティ
- 日清ちびっこのどじまん
- 美味しんぼ倶楽部 ※関東ローカル
- おはよう!ナイスデイ（1995年10月から最終回まで・後半部分の筆頭スポンサー、月・水・金曜）
- 土曜20時台
  - オレたちひょうきん族（1982年10月〜）
  - あいつがトラブル
  - ザ・ウォッチング!!
  - ウッチャンナンチャンのやるならやらねば
  - 美少女仮面ポワトリン(主演の花島優子が同時期日清中華そばらうめんのCMに出演。劇中にも上記をはじめとした日清の商品が登場した。）
- 日曜19時枠アニメ
  - タッチ
  - 陽あたり良好!
  - キテレツ大百科
  - こちら葛飾区亀有公園前派出所
- 日曜19時枠（バラエティ）
  - 平成教育2006予備校→熱血!平成教育学院[注 27]→1年1組 平成教育学院
  - ほこ×たて
  - 日本語探Qバラエティ クイズ!それマジ!?ニッポン
- 笑っていいとも!（隔日）
- 北野ファンクラブ※関東ローカル
- 日曜20時枠
  - ダウンタウンのごっつええ感じ
  - ハッピーバースデー!
  - 笑う犬の○○（冒険→発見→情熱）
  - ★ジャンクSPORTS（2018年1月から日曜19時台で放送再開）
  - G★ウォーズ
- 爆笑レッドシアター
- ★めざましテレビ（6時台中盤 ※関東ローカルスポンサー）
- ウチくる!?（※関東ローカルスポンサー）
- チャンネルα（月曜16時台 ※関東ローカル）
- タモリのスーパーボキャブラ天国
- ★奇跡体験!アンビリバボー
- とんねるずのみなさんのおかげでした（ - 2009年3月）
- 人志松本の○○な話（2010年4月-9月）※土曜19時枠時代
- 教訓のススメ
- めちゃ×2イケてるッ! [注 28][47]
- フジテレビ開局50周年記念企画 わが家の歴史（2010年4月9・10・11日）
- ★THE MANZAI（毎年12月。2011年 - 2014年大会まで優勝賞品の副賞として日清製品が優勝者に贈呈されていた）
- 関西テレビ制作
  - イガグリくん（1960年3月 - 12月。最初に一社提供したドラマ）
  - 土曜大好き!830（1980年代後半期）
  - ひらけ!GOMA王国
  - グータンヌーボ（2009年7月 - 9月）[注 29]
- アウト×デラックス

テレビ朝日系
- ドラえもん（1979年版）
- 今すぐ使える豆知識 クイズ雑学王 ※水曜20時枠時代
- 『ぷっ』すま ※ネオバラエティ枠時代
- いきなり!黄金伝説。
- わらいのじかん
- ★アメトーク（ナショナルスポンサー[注 30]）
- Delicious Collection ※関東ローカル、5分
- ハリコレ・4400 未知からの生還者 ※関東ローカル、深夜
- 朝日放送テレビ製作
  - ヤング歌謡大賞・新人グランプリ
  - 人気者でいこう!
  - ★新婚さんいらっしゃい!
  - 金曜21時枠の連続ドラマ（1980年代前半期から1987年9月まで）
  - 笑いの金メダル（日曜20時枠時代）
- ウェザータイム（北海道テレビ　金曜21:54→土曜22:54枠）

テレビ東京系
- 3時のおじゃまクイズ　※関東ローカル
- 高橋名人の面白ランド
- TVチャンピオン→TVチャンピオン2
- ★おはスタ
- やりすぎコージー
- ワンパンマン（2015年10月 - 12月、BSジャパンでもネット）

BSデジタル
- 職人の麺工房（BS朝日）
- 平成教育学院☆放課後（BSフジ）

テレビその他
- パセリ（TOKYO MXほか独立U局などで放送）
- TVSレジャーお天気マップ（テレビ埼玉）

ラジオ
- 桂三枝のチキチキ王国（TBSラジオ）
- 全国こども電話相談室・リアル!（TBSラジオ・JRN系ネット）
- 小林克也のザ・ナンバーワンジョッキー（文化放送）※カップヌードル名義
- 日清食品 笑アップステーション マギー審司の耳よりラジオ→サンドウィッチマンの太くいこう!（YBC）※TBCへもネット
- フック・キックの奥さん言うてェなー（CBCラジオ ※当時：中部日本放送）[48]
- ★木村拓哉のWhat's UP SMAP!（TOKYO FM・JFN系ネット）
- TOKYO FM HOLIDAY SPECIAL カップヌードル 40th Anniversary NISSIN POWER STATION LIMITED GIGS 〜みんなの音楽〜（TOKYO FM、2011年9月19日）
- AKB48のオールナイトニッポン（ニッポン放送・NRN系ネット）
- 今週のどんだんず（青森放送）
『土曜ワラッター』内の『どんだんずパラダイス』ゾーンを提供。

他多数

## イベント協賛
太字は冠大会。
- 日本プロゴルフ選手権大会 日清カップヌードル杯（2010年 - 2017年）
- 日清食品カップ 全国小学生陸上競技交流大会（毎年8月）
- bjリーグプレイオフ - 2008年大会において「日清カップヌードル賞」として大会MVPにカップヌードル1年分が贈呈された。
- 神宮外苑花火大会 - 2011年（第32回）より協賛参加。協賛名義は年度により異なるほか、来場者に日清製品各1食がプレゼントされる。
- 福岡ソフトバンクホークス 公式戦 - 2011年9月16日に「日清食品Presentsカップヌードルナイター」名義で協賛。
- テレビ朝日ドリームフェスティバル

## オフィシャルスポンサー
- 日本オリンピック委員会（JOC）オフィシャルパートナー
- 鹿島アントラーズ（Jリーグ）アドボードスポンサー。
- アルビレックス新潟（Jリーグ）オフィシャルクラブスポンサー。
- 池田勇太（男子プロゴルファー）[注 31]
- 辻村明須香（女子プロゴルファー、TOSHIN所属）[注 32]
- 錦織圭（男子プロテニス選手）[注 33]
- 大坂なおみ（女子プロテニス選手）[注 34]

過去
- スーパーアグリF1チーム[注 35]
- 2002 FIFAワールドカップ
- 2009 ワールド・ベースボール・クラシック
- 日本近代五種協会（近代五種）[50]